# Liste des émissions en franc français sous les Troisième et Quatrième Républiques
Cet article liste les émissions de franc français sous la Troisième République et la Quatrième République entre 1870 et 1959 avec une interruption sous le régime de Vichy. Les nouveaux francs de la Cinquième République n’ont été émis qu'à partir de 1960.

## Types de circulation courante

### Chambre du commerce
| \| Bon pour 50 centimes \| | \| Bon pour 50 centimes \| | \| Bon pour 50 centimes \|                                                                            | \| Bon pour 50 centimes \|                                                                            | \| Bon pour 50 centimes \| |
| --- | --- | --- | --- | -------------------------- |
| Avers et revers | | | |                            |
| Avers : Mercure assis regardant vers la gauche, tenant un caducée. Légende « Commerce Industrie » sur le pourtour. Millésime en bas | Avers : Mercure assis regardant vers la gauche, tenant un caducée. Légende « Commerce Industrie » sur le pourtour. Millésime en bas | Revers : Valeur « BON POUR 50 CENTIMES ». Légende « Chambres de commerce de France » sur le pourtour. | Revers : Valeur « BON POUR 50 CENTIMES ». Légende « Chambres de commerce de France » sur le pourtour. |                            |
| Masse 2 g | Alliage Bronze d'aluminium | Diamètre 18 mm                                                                                        | Épaisseur                                                                                             |                            |
| Artiste(s) Joseph-François Domard                                                                                                   | Artiste(s) Joseph-François Domard                                                                                                   | Tranche                                                                                               | Tranche                                                                                               |                            |
| Millésimes 1921-1929 | | | |                            |
| Bon pour 50 centimes | | | |                            |

| \| Bon pour 1 Franc \| | \| Bon pour 1 Franc \| | \| Bon pour 1 Franc \|                                                                            | \| Bon pour 1 Franc \|                                                                            | \| Bon pour 1 Franc \| |
| --- | --- | ------------------------------------------------------------------------------------------------- | ------------------------------------------------------------------------------------------------- | ---------------------- |
| Avers et revers | |                                                                                                   |                                                                                                   |                        |
| Avers : Mercure assis regardant vers la gauche, tenant un caducée. Légende « Commerce Industrie » sur le pourtour. Millésime en bas | Avers : Mercure assis regardant vers la gauche, tenant un caducée. Légende « Commerce Industrie » sur le pourtour. Millésime en bas | Revers : Valeur « BON POUR 1 FRANC ». Légende « Chambres de commerce de France » sur le pourtour. | Revers : Valeur « BON POUR 1 FRANC ». Légende « Chambres de commerce de France » sur le pourtour. |                        |
| Masse 2 g | Alliage Bronze d'aluminium | Diamètre 18 mm                                                                                    | Épaisseur                                                                                         |                        |
| Artiste(s) Joseph-François Domard                                                                                                   | Artiste(s) Joseph-François Domard                                                                                                   | Tranche                                                                                           | Tranche                                                                                           |                        |
| Millésimes 1920-1927 | |                                                                                                   |                                                                                                   |                        |
| Bon pour 1 Franc | |                                                                                                   |                                                                                                   |                        |

| \| Bon pour 2 francs \| | \| Bon pour 2 francs \| | \| Bon pour 2 francs \|                                                                            | \| Bon pour 2 francs \|                                                                            | \| Bon pour 2 francs \| |
| --- | --- | -------------------------------------------------------------------------------------------------- | -------------------------------------------------------------------------------------------------- | ----------------------- |
| Avers et revers | | | |                         |
| Avers : Mercure assis regardant vers la gauche, tenant un caducée. Légende « Commerce Industrie » sur le pourtour. Millésime en bas | Avers : Mercure assis regardant vers la gauche, tenant un caducée. Légende « Commerce Industrie » sur le pourtour. Millésime en bas | Revers : Valeur « BON POUR 2 FRANCS ». Légende « Chambres de commerce de France » sur le pourtour. | Revers : Valeur « BON POUR 2 FRANCS ». Légende « Chambres de commerce de France » sur le pourtour. |                         |
| Masse 8 g | Alliage Bronze d'aluminium | Diamètre 27 mm                                                                                     | Épaisseur                                                                                          |                         |
| Artiste(s) Joseph-François Domard                                                                                                   | Artiste(s) Joseph-François Domard                                                                                                   | Tranche                                                                                            | Tranche                                                                                            |                         |
| Millésimes 1920-1927 | | | |                         |
| Bon pour 2 francs | | | |                         |

### Cérès
| \| 1 centime Cérès \| | \| 1 centime Cérès \| | \| 1 centime Cérès \| | \| 1 centime Cérès \| | \| 1 centime Cérès \| |
| --- | --- | --- | --- | --------------------- |
| Avers et revers | | | |                       |
| Avers : Cérès regardant vers la gauche avec le millésime en dessous. Inscription « République Française » sur le pourtour. | Avers : Cérès regardant vers la gauche avec le millésime en dessous. Inscription « République Française » sur le pourtour. | Revers : Au centre, la valeur « 1 CENTIME » encadré par des branches d'olivier. Sur le pourtour, la devise « Liberté Égalité Fraternité ». | Revers : Au centre, la valeur « 1 CENTIME » encadré par des branches d'olivier. Sur le pourtour, la devise « Liberté Égalité Fraternité ». |                       |
| Masse 1 g | Alliage Bronze | Diamètre 15 mm | Épaisseur |                       |
| Artiste(s) Eugène-André Oudiné                                                                                             | Artiste(s) Eugène-André Oudiné                                                                                             | Tranche Lisse | Tranche Lisse |                       |
| Millésimes 1872, 1874-1875, 1877-1879, 1882 et 1885-1897                                                                   | | | |                       |
| 1 centime Cérès | | | |                       |

| \| 2 centimes Cérès \| | \| 2 centimes Cérès \| | \| 2 centimes Cérès \| | \| 2 centimes Cérès \| | \| 2 centimes Cérès \| |
| --- | --- | --- | --- | ---------------------- |
| Avers et revers | | | |                        |
| Avers : Cérès regardant vers la gauche avec le millésime en dessous. Inscription « République Française » sur le pourtour. | Avers : Cérès regardant vers la gauche avec le millésime en dessous. Inscription « République Française » sur le pourtour. | Revers : Au centre, la valeur « 2 CENTIMES » encadré par des branches d'olivier. Sur le pourtour, la devise « Liberté Égalité Fraternité ». | Revers : Au centre, la valeur « 2 CENTIMES » encadré par des branches d'olivier. Sur le pourtour, la devise « Liberté Égalité Fraternité ». |                        |
| Masse 2 g | Alliage Bronze | Diamètre 20 mm | Épaisseur |                        |
| Artiste(s) Eugène-André Oudiné                                                                                             | Artiste(s) Eugène-André Oudiné                                                                                             | Tranche Lisse | Tranche Lisse |                        |
| Millésimes 1877-1879 et 1882-1897                                                                                          | | | |                        |
| | | | |                        |
| Remarques – Démonétisé le 1er janvier 1941                                                                                 | | | |                        |
| 2 centimes Cérès | | | |                        |

| \| 5 centimes Cérès \| | \| 5 centimes Cérès \| | \| 5 centimes Cérès \| | \| 5 centimes Cérès \| | \| 5 centimes Cérès \| |
| --- | --- | --- | --- | ---------------------- |
| Avers et revers | | | |                        |
| Avers : Cérès regardant vers la gauche avec le millésime en dessous. Inscription « République Française » sur le pourtour. | Avers : Cérès regardant vers la gauche avec le millésime en dessous. Inscription « République Française » sur le pourtour. | Revers : Au centre, la valeur « 5 CENTIMES » encadré par des branches d'olivier. Sur le pourtour, la devise « Liberté Égalité Fraternité ». | Revers : Au centre, la valeur « 5 CENTIMES » encadré par des branches d'olivier. Sur le pourtour, la devise « Liberté Égalité Fraternité ». |                        |
| Masse 5 g | Alliage Bronze | Diamètre 25 mm | Épaisseur 1 mm |                        |
| Artiste(s) Eugène-André Oudiné                                                                                             | Artiste(s) Eugène-André Oudiné                                                                                             | Tranche Lisse | Tranche Lisse |                        |
| Millésimes 1871-1894 et 1896-1898                                                                                          | | | |                        |
| | | | |                        |
| Remarques – Démonétisé le 1er janvier 1935                                                                                 | | | |                        |
| 5 centimes Cérès | | | |                        |

| \| 10 centimes Cérès \| | \| 10 centimes Cérès \| | \| 10 centimes Cérès \| | \| 10 centimes Cérès \| | \| 10 centimes Cérès \| |
| --- | --- | --- | --- | ----------------------- |
| Avers et revers | | | |                         |
| Avers : Cérès regardant vers la gauche avec le millésime en dessous. Inscription « République Française » sur le pourtour. | Avers : Cérès regardant vers la gauche avec le millésime en dessous. Inscription « République Française » sur le pourtour. | Revers : Au centre, la valeur « 10 CENTIMES » encadré par des branches d'olivier. Sur le pourtour, la devise « Liberté Égalité Fraternité ». | Revers : Au centre, la valeur « 10 CENTIMES » encadré par des branches d'olivier. Sur le pourtour, la devise « Liberté Égalité Fraternité ». |                         |
| Masse 10 g | Alliage Bronze | Diamètre 30 mm | Épaisseur 1,4 mm |                         |
| Artiste(s) Eugène-André Oudiné                                                                                             | Artiste(s) Eugène-André Oudiné                                                                                             | Tranche Lisse | Tranche Lisse |                         |
| Millésimes 1870-1898 | | | |                         |
| | | | |                         |
| Remarques – Démonétisé le 1er janvier 1935                                                                                 | | | |                         |
| 10 centimes Cérès | | | |                         |

| \| 50 centimes Cérès \|                                                                       | \| 50 centimes Cérès \|                                                                       | \| 50 centimes Cérès \| | \| 50 centimes Cérès \| | \| 50 centimes Cérès \| |
| --------------------------------------------------------------------------------------------- | --------------------------------------------------------------------------------------------- | --- | --- | ----------------------- |
| Avers et revers                                                                               |                                                                                               | | |                         |
| Avers : Cérès regardant vers la gauche. Inscription « République Française » sur le pourtour. | Avers : Cérès regardant vers la gauche. Inscription « République Française » sur le pourtour. | Revers : Au centre, la valeur « 50 CENT. » avec le millésime en dessous et encadré par des branches d'olivier. Sur le pourtour, la devise « Liberté Égalité Fraternité ». | Revers : Au centre, la valeur « 50 CENT. » avec le millésime en dessous et encadré par des branches d'olivier. Sur le pourtour, la devise « Liberté Égalité Fraternité ». |                         |
| Masse 2,5 g                                                                                   | Alliage Argent 835 ‰                                                                          | Diamètre 18 mm | Épaisseur |                         |
| Artiste(s) Eugène-André Oudiné                                                                | Artiste(s) Eugène-André Oudiné                                                                | Tranche Strié | Tranche Strié |                         |
| Millésimes 1871-1874, 1878, 1881-1882, 1886-1889, 1894-1895                                   |                                                                                               | | |                         |
| 50 centimes Cérès                                                                             |                                                                                               | | |                         |

| \| 1 franc Cérès \|                                                                           | \| 1 franc Cérès \|                                                                           | \| 1 franc Cérès \| | \| 1 franc Cérès \| | \| 1 franc Cérès \| |
| --------------------------------------------------------------------------------------------- | --------------------------------------------------------------------------------------------- | --- | --- | ------------------- |
| Avers et revers                                                                               |                                                                                               | | |                     |
| Avers : Cérès regardant vers la gauche. Inscription « République Française » sur le pourtour. | Avers : Cérès regardant vers la gauche. Inscription « République Française » sur le pourtour. | Revers : Au centre, la valeur « 1 FRANC » avec le millésime en dessous et encadré par des branches d'olivier. Sur le pourtour, la devise « Liberté Égalité Fraternité ». | Revers : Au centre, la valeur « 1 FRANC » avec le millésime en dessous et encadré par des branches d'olivier. Sur le pourtour, la devise « Liberté Égalité Fraternité ». |                     |
| Masse 5 g                                                                                     | Alliage Argent 900 ‰                                                                          | Diamètre 23 mm | Épaisseur 1 mm |                     |
| Artiste(s) Eugène-André Oudiné                                                                | Artiste(s) Eugène-André Oudiné                                                                | Tranche Strié | Tranche Strié |                     |
| Millésimes 1871-1872, 1878, 1881, 1887-1889, 1894-1895                                        |                                                                                               | | |                     |
| 1 franc Cérès                                                                                 |                                                                                               | | |                     |

| \| 2 francs Cérès \|                                                                          | \| 2 francs Cérès \|                                                                          | \| 2 francs Cérès \| | \| 2 francs Cérès \| | \| 2 francs Cérès \| |
| --------------------------------------------------------------------------------------------- | --------------------------------------------------------------------------------------------- | --- | --- | -------------------- |
| Avers et revers                                                                               |                                                                                               | | |                      |
| Avers : Cérès regardant vers la gauche. Inscription « République Française » sur le pourtour. | Avers : Cérès regardant vers la gauche. Inscription « République Française » sur le pourtour. | Revers : Au centre, la valeur « 2 FRANC » avec le millésime en dessous et encadré par des branches d'olivier. Sur le pourtour, la devise « Liberté Égalité Fraternité ». | Revers : Au centre, la valeur « 2 FRANC » avec le millésime en dessous et encadré par des branches d'olivier. Sur le pourtour, la devise « Liberté Égalité Fraternité ». |                      |
| Masse 10 g                                                                                    | Alliage Argent 900 ‰                                                                          | Diamètre 27 mm | Épaisseur |                      |
| Artiste(s) Eugène-André Oudiné                                                                | Artiste(s) Eugène-André Oudiné                                                                | Tranche Strié | Tranche Strié |                      |
| Millésimes 1870-1873, 1878, 1881, 1887-1889, 1894-1895                                        |                                                                                               | | |                      |
|                                                                                               |                                                                                               | | |                      |
| Remarques – Il existe deux types : avec et sans légende.                                      |                                                                                               | | |                      |
| 2 francs Cérès                                                                                |                                                                                               | | |                      |

### Cochet
| \| 100 francs Cochet \|                                                                                             | \| 100 francs Cochet \|                                                                                             | \| 100 francs Cochet \| | \| 100 francs Cochet \| | \| 100 francs Cochet \| |
| --- | --- | --- | --- | ----------------------- |
| Avers et revers | | | |                         |
| Avers : Marianne regardant vers la droite. Inscription « République Française » sur deux lignes du pourtour droite. | Avers : Marianne regardant vers la droite. Inscription « République Française » sur deux lignes du pourtour droite. | Revers : À gauche, la valeur « 100 FRANCS » avec le millésime en dessous. À droite, épis de blé et de branches d'olivier. En haut la devise « Liberté Égalité Fraternité ». | Revers : À gauche, la valeur « 100 FRANCS » avec le millésime en dessous. À droite, épis de blé et de branches d'olivier. En haut la devise « Liberté Égalité Fraternité ». |                         |
| Masse 6 g | Alliage Cupronickel                                                                                                 | Diamètre 24 mm | Épaisseur |                         |
| Artiste(s) Robert Cochet                                                                                            | Artiste(s) Robert Cochet                                                                                            | Tranche Strié | Tranche Strié |                         |
| Millésimes 1954-1958                                                                                                | | | |                         |
| | | | |                         |
| Remarques – Démonétisée le 3 août 1966.                                                                             | | | |                         |
| 100 francs Cochet                                                                                                   | | | |                         |

### Dupuis
| \| 1 centime Dupuis \|                                                           | \| 1 centime Dupuis \|                                                           | \| 1 centime Dupuis \| | \| 1 centime Dupuis \| | \| 1 centime Dupuis \| |
| -------------------------------------------------------------------------------- | -------------------------------------------------------------------------------- | --- | --- | ---------------------- |
| Avers et revers                                                                  |                                                                                  | | |                        |
| Avers : Marianne regardant vers la droite. Inscription « République Française ». | Avers : Marianne regardant vers la droite. Inscription « République Française ». | Revers : Au centre, la valeur « 1 CENTIME » avec le millésime en dessous. Sur le pourtour la devise « Liberté Égalité Fraternité ». | Revers : Au centre, la valeur « 1 CENTIME » avec le millésime en dessous. Sur le pourtour la devise « Liberté Égalité Fraternité ». |                        |
| Masse 1 g                                                                        | Alliage Bronze                                                                   | Diamètre 15 mm | Épaisseur 0,8 mm |                        |
| Artiste(s) Jean-Baptiste Daniel-Dupuis                                           | Artiste(s) Jean-Baptiste Daniel-Dupuis                                           | Tranche Lisse | Tranche Lisse |                        |
| Millésimes 1898-1904, 1908-1914, 1916 et 1919-1920                               |                                                                                  | | |                        |
|                                                                                  |                                                                                  | | |                        |
| Remarques – Démonétisée en 1940                                                  |                                                                                  | | |                        |
| 1 centime Dupuis                                                                 |                                                                                  | | |                        |

| \| 2 centimes Dupuis \|                                                          | \| 2 centimes Dupuis \|                                                          | \| 2 centimes Dupuis \| | \| 2 centimes Dupuis \| | \| 2 centimes Dupuis \| |
| -------------------------------------------------------------------------------- | -------------------------------------------------------------------------------- | --- | --- | ----------------------- |
| Avers et revers                                                                  |                                                                                  | | |                         |
| Avers : Marianne regardant vers la droite. Inscription « République Française ». | Avers : Marianne regardant vers la droite. Inscription « République Française ». | Revers : Au centre, la valeur « 2 CENTIMES » avec le millésime en dessous. Sur le pourtour la devise « Liberté Égalité Fraternité ». | Revers : Au centre, la valeur « 2 CENTIMES » avec le millésime en dessous. Sur le pourtour la devise « Liberté Égalité Fraternité ». |                         |
| Masse 2 g                                                                        | Alliage Bronze                                                                   | Diamètre 20,2 mm | Épaisseur 0,9 mm |                         |
| Artiste(s) Jean-Baptiste Daniel-Dupuis                                           | Artiste(s) Jean-Baptiste Daniel-Dupuis                                           | Tranche Lisse | Tranche Lisse |                         |
| Millésimes 1898-1904, 1907-1914, 1916 et 1919-1920                               |                                                                                  | | |                         |
|                                                                                  |                                                                                  | | |                         |
| Remarques – Démonétisée en 1940                                                  |                                                                                  | | |                         |
| 2 centimes Dupuis                                                                |                                                                                  | | |                         |

| \| 5 centimes Dupuis \|                                                          | \| 5 centimes Dupuis \|                                                          | \| 5 centimes Dupuis \| | \| 5 centimes Dupuis \| | \| 5 centimes Dupuis \| |
| -------------------------------------------------------------------------------- | -------------------------------------------------------------------------------- | --- | --- | ----------------------- |
| Avers et revers                                                                  |                                                                                  | | |                         |
| Avers : Marianne regardant vers la droite. Inscription « République Française ». | Avers : Marianne regardant vers la droite. Inscription « République Française ». | Revers : Au centre, une femme représentant la République assise sur un rocher, tenant dans sa main droite un drapeau et dans sa main gauche une branche d’olivier. À gauche un enfant tenant des épis de blé et un marteau. La valeur « 5 C » est inscrite en bas à droite. | Revers : Au centre, une femme représentant la République assise sur un rocher, tenant dans sa main droite un drapeau et dans sa main gauche une branche d’olivier. À gauche un enfant tenant des épis de blé et un marteau. La valeur « 5 C » est inscrite en bas à droite. |                         |
| Masse 5 g                                                                        | Alliage Bronze                                                                   | Diamètre 25 mm | Épaisseur 1,3 mm |                         |
| Artiste(s) Jean-Baptiste Daniel-Dupuis                                           | Artiste(s) Jean-Baptiste Daniel-Dupuis                                           | Tranche Lisse | Tranche Lisse |                         |
| Millésimes 1898-1917 et 1920-1921                                                |                                                                                  | | |                         |
| 5 centimes Dupuis                                                                |                                                                                  | | |                         |

| \| 10 centimes Dupuis \|                                                         | \| 10 centimes Dupuis \|                                                         | \| 10 centimes Dupuis \| | \| 10 centimes Dupuis \| | \| 10 centimes Dupuis \| |
| -------------------------------------------------------------------------------- | -------------------------------------------------------------------------------- | --- | --- | ------------------------ |
| Avers et revers                                                                  |                                                                                  | | |                          |
| Avers : Marianne regardant vers la droite. Inscription « République Française ». | Avers : Marianne regardant vers la droite. Inscription « République Française ». | Revers : Au centre, une femme représentant la République assise sur un rocher, tenant dans sa main droite un drapeau et dans sa main gauche une branche d’olivier. À gauche un enfant tenant des épis de blé et un marteau. La valeur « 10 C » est inscrite en bas à droite. | Revers : Au centre, une femme représentant la République assise sur un rocher, tenant dans sa main droite un drapeau et dans sa main gauche une branche d’olivier. À gauche un enfant tenant des épis de blé et un marteau. La valeur « 10 C » est inscrite en bas à droite. |                          |
| Masse 10 g                                                                       | Alliage Bronze                                                                   | Diamètre 30 mm | Épaisseur 1,9 mm |                          |
| Artiste(s) Jean-Baptiste Daniel-Dupuis                                           | Artiste(s) Jean-Baptiste Daniel-Dupuis                                           | Tranche Lisse | Tranche Lisse |                          |
| Millésimes 1898-1917 et 1920-1921                                                |                                                                                  | | |                          |
|                                                                                  |                                                                                  | | |                          |
| Remarques – Démonétisé le 1er janvier 1935                                       |                                                                                  | | |                          |
| 10 centimes Dupuis                                                               |                                                                                  | | |                          |

### Hercule
| \| 5 francs Hercule \| | \| 5 francs Hercule \| | \| 5 francs Hercule \| | \| 5 francs Hercule \| | \| 5 francs Hercule \| |
| --- | --- | --- | --- | ---------------------- |
| Avers et revers | | | |                        |
| Avers : Au centre, Hercule debout, avec à sa droite une figure de l’Égalité et à sa gauche une figure de la Liberté. Inscription « Liberté Égalité Fraternité » sur le pourtour. | Avers : Au centre, Hercule debout, avec à sa droite une figure de l’Égalité et à sa gauche une figure de la Liberté. Inscription « Liberté Égalité Fraternité » sur le pourtour. | Revers : La valeur faciale « 5 FRANCS » avec le millésime en dessous entourés de lauriers. En haut la mention « République française ». | Revers : La valeur faciale « 5 FRANCS » avec le millésime en dessous entourés de lauriers. En haut la mention « République française ». |                        |
| Masse 25 g | Alliage Argent 900 ‰ | Diamètre 37 mm | Épaisseur |                        |
| Artiste(s) Augustin Dupré | Artiste(s) Augustin Dupré | Tranche Inscription « Dieu protège la France »                                                                                          | Tranche Inscription « Dieu protège la France »                                                                                          |                        |
| Millésimes 1870-1878 et 1889 | | | |                        |
| | | | |                        |
| Remarques – Il n'a pas été frappé de pièce de 5 francs après 1878 (sauf en 1889 pour l'Exposition universelle), du fait de la baisse du coût de l'argent par rapport à l'or.     | | | |                        |
| 5 francs Hercule | | | |                        |

### Guiraud
| \| 10 francs Guiraud \|                                                                                 | \| 10 francs Guiraud \|                                                                                 | \| 10 francs Guiraud \| | \| 10 francs Guiraud \| | \| 10 francs Guiraud \| |
| --- | --- | --- | --- | ----------------------- |
| Avers et revers                                                                                         | | | |                         |
| Avers : Marianne regardant vers la gauche. Inscription « République Française » sur le pourtour gauche. | Avers : Marianne regardant vers la gauche. Inscription « République Française » sur le pourtour gauche. | Revers : À gauche, un coq. À droite, la mention « 10 FRANCS » et le millésime. En bas la devise « Liberté Égalité Fraternité ». | Revers : À gauche, un coq. À droite, la mention « 10 FRANCS » et le millésime. En bas la devise « Liberté Égalité Fraternité ». |                         |
| Masse 3,04 g                                                                                            | Alliage Bronze et aluminium                                                                             | Diamètre 20,0 mm | Épaisseur 1,64 mm |                         |
| Artiste(s) Georges Guiraud                                                                              | Artiste(s) Georges Guiraud                                                                              | Tranche Lisse | Tranche Lisse |                         |
| Millésimes 1950-1955 et 1957-1958                                                                       | | | |                         |
| 10 francs Guiraud                                                                                       | | | |                         |

| \| 20 francs Guiraud \| | \| 20 francs Guiraud \|                                                                                 | \| 20 francs Guiraud \| | \| 20 francs Guiraud \| | \| 20 francs Guiraud \| |
| --- | --- | --- | --- | ----------------------- |
| Avers et revers | | | |                         |
| Avers : Marianne regardant vers la gauche. Inscription « République Française » sur le pourtour gauche.                                | Avers : Marianne regardant vers la gauche. Inscription « République Française » sur le pourtour gauche. | Revers : À gauche, un coq. À droite, la mention « 20 FRANCS » et le millésime. En bas la devise « Liberté Égalité Fraternité ». | Revers : À gauche, un coq. À droite, la mention « 20 FRANCS » et le millésime. En bas la devise « Liberté Égalité Fraternité ». |                         |
| Masse 4,0 g | Alliage Bronze et aluminium                                                                             | Diamètre 23,5 mm | Épaisseur 1,66 mm |                         |
| Artiste(s) Georges Guiraud | Artiste(s) Georges Guiraud                                                                              | Tranche Lisse | Tranche Lisse |                         |
| Millésimes 1950-1954 | | | |                         |
| | | | |                         |
| Remarques – Plusieurs variétés, queue du coq à 3 ou 4 plumes avec seulement l'initiale « G » du prénom ou « G Guiraud » en signature - | | | |                         |
| 20 francs Guiraud | | | |                         |

| \| 50 francs Guiraud \| | \| 50 francs Guiraud \|                                                                                 | \| 50 francs Guiraud \| | \| 50 francs Guiraud \| | \| 50 francs Guiraud \| |
| --- | --- | --- | --- | ----------------------- |
| Avers et revers | | | |                         |
| Avers : Marianne regardant vers la gauche. Inscription « République Française » sur le pourtour gauche.                                          | Avers : Marianne regardant vers la gauche. Inscription « République Française » sur le pourtour gauche. | Revers : À gauche, un coq. À droite, la mention « 50 FRANCS » et le millésime. En bas la devise « Liberté Égalité Fraternité ». | Revers : À gauche, un coq. À droite, la mention « 50 FRANCS » et le millésime. En bas la devise « Liberté Égalité Fraternité ». |                         |
| Masse 8,0 g | Alliage Bronze et aluminium                                                                             | Diamètre 27,0 mm | Épaisseur 2,24 mm |                         |
| Artiste(s) Georges Guiraud | Artiste(s) Georges Guiraud                                                                              | Tranche Lisse | Tranche Lisse |                         |
| Millésimes 1950-1954 et 1958 | | | |                         |
| | | | |                         |
| Remarques – La composition chimique massique des trois pièces de 10, 20 et 50 francs Guiraud en bronze-aluminium apparaît voisine de Cu54Al41Sn5 | | | |                         |
| 50 francs Guiraud | | | |                         |

### Lavrillier
| \| 5 francs Lavrillier (Nickel) \|                                                               | \| 5 francs Lavrillier (Nickel) \|                                                               | \| 5 francs Lavrillier (Nickel) \| | \| 5 francs Lavrillier (Nickel) \| | \| 5 francs Lavrillier (Nickel) \| |
| ------------------------------------------------------------------------------------------------ | ------------------------------------------------------------------------------------------------ | --- | --- | ---------------------------------- |
| Avers et revers                                                                                  |                                                                                                  | | |                                    |
| Avers : Marianne regardant vers la gauche. Inscription « République Française » sur le pourtour. | Avers : Marianne regardant vers la gauche. Inscription « République Française » sur le pourtour. | Revers : Au centre, la valeur faciale « 5 FRANCS » avec le millésime. En haut les initiales « RF ». Une couronne de lauriers sur le pourtour. | Revers : Au centre, la valeur faciale « 5 FRANCS » avec le millésime. En haut les initiales « RF ». Une couronne de lauriers sur le pourtour. |                                    |
| Masse 12 g                                                                                       | Alliage Nickel                                                                                   | Diamètre 31 mm | Épaisseur 2,5 mm |                                    |
| Artiste(s) André Henri Lavrillier                                                                | Artiste(s) André Henri Lavrillier                                                                | Tranche Lisse | Tranche Lisse |                                    |
| Millésimes 1933 et 1935-1939                                                                     |                                                                                                  | | |                                    |
| 5 francs Lavrillier (Nickel)                                                                     |                                                                                                  | | |                                    |

| \| 5 francs Lavrillier (Bronze-aluminium) \|                                                     | \| 5 francs Lavrillier (Bronze-aluminium) \|                                                     | \| 5 francs Lavrillier (Bronze-aluminium) \|                                                                                                  | \| 5 francs Lavrillier (Bronze-aluminium) \|                                                                                                  | \| 5 francs Lavrillier (Bronze-aluminium) \| |
| ------------------------------------------------------------------------------------------------ | ------------------------------------------------------------------------------------------------ | --- | --- | -------------------------------------------- |
| Avers et revers                                                                                  |                                                                                                  | | |                                              |
| Avers : Marianne regardant vers la gauche. Inscription « République Française » sur le pourtour. | Avers : Marianne regardant vers la gauche. Inscription « République Française » sur le pourtour. | Revers : Au centre, la valeur faciale « 5 FRANCS » avec le millésime. En haut les initiales « RF ». Une couronne de lauriers sur le pourtour. | Revers : Au centre, la valeur faciale « 5 FRANCS » avec le millésime. En haut les initiales « RF ». Une couronne de lauriers sur le pourtour. |                                              |
| Masse 12 g                                                                                       | Alliage Bronze et aluminium                                                                      | Diamètre 31 mm | Épaisseur 2,5 mm |                                              |
| Artiste(s) André Henri Lavrillier                                                                | Artiste(s) André Henri Lavrillier                                                                | Tranche Lisse | Tranche Lisse |                                              |
| Millésimes 1938-1940 et 1945-1947                                                                |                                                                                                  | | |                                              |
| 5 francs Lavrillier (Bronze-aluminium)                                                           |                                                                                                  | | |                                              |

| \| 5 francs Lavrillier (Aluminium) \|                                                            | \| 5 francs Lavrillier (Aluminium) \|                                                            | \| 5 francs Lavrillier (Aluminium) \| | \| 5 francs Lavrillier (Aluminium) \| | \| 5 francs Lavrillier (Aluminium) \| |
| ------------------------------------------------------------------------------------------------ | ------------------------------------------------------------------------------------------------ | --- | --- | ------------------------------------- |
| Avers et revers                                                                                  |                                                                                                  | | |                                       |
| Avers : Marianne regardant vers la gauche. Inscription « République Française » sur le pourtour. | Avers : Marianne regardant vers la gauche. Inscription « République Française » sur le pourtour. | Revers : Au centre, la valeur faciale « 5 FRANCS » avec le millésime. En haut les initiales « RF ». Une couronne de lauriers sur le pourtour. | Revers : Au centre, la valeur faciale « 5 FRANCS » avec le millésime. En haut les initiales « RF ». Une couronne de lauriers sur le pourtour. |                                       |
| Masse 3,5 g                                                                                      | Alliage Aluminium                                                                                | Diamètre 31 mm | Épaisseur 2,5 mm |                                       |
| Artiste(s) André Henri Lavrillier                                                                | Artiste(s) André Henri Lavrillier                                                                | Tranche Lisse | Tranche Lisse |                                       |
| Millésimes 1945-1950 et 1952                                                                     |                                                                                                  | | |                                       |
| 5 francs Lavrillier (Aluminium)                                                                  |                                                                                                  | | |                                       |

### Lindauer

#### 5 centimes
| \| 5 centimes Lindauer (grand module) \|                                                                                    | \| 5 centimes Lindauer (grand module) \|                                                                                    | \| 5 centimes Lindauer (grand module) \|                                                                                         | \| 5 centimes Lindauer (grand module) \|                                                                                         | \| 5 centimes Lindauer (grand module) \| |
| --- | --- | --- | --- | ---------------------------------------- |
| Avers et revers | | | |                                          |
| Avers : Le trou est entouré de deux branches chêne ainsi que les lettres RF de part et d'autre. Un bonnet phrygien en haut. | Avers : Le trou est entouré de deux branches chêne ainsi que les lettres RF de part et d'autre. Un bonnet phrygien en haut. | Revers : En haut du trou la devise « Liberté Égalité Fraternité ». La valeur « 5 CMES » de part et d'autre. Le millésime en bas. | Revers : En haut du trou la devise « Liberté Égalité Fraternité ». La valeur « 5 CMES » de part et d'autre. Le millésime en bas. |                                          |
| Masse 3 g | Alliage Cupronickel | Diamètre 19 mm | Épaisseur 1,55 mm |                                          |
| Artiste(s) Edmond-Émile Lindauer                                                                                            | Artiste(s) Edmond-Émile Lindauer                                                                                            | Tranche Lisse | Tranche Lisse |                                          |
| Millésimes 1914 et 1917-1920                                                                                                | | | |                                          |
| | | | |                                          |
| Remarques – Démonétisée le 1er janvier 1941                                                                                 | | | |                                          |
| 5 centimes Lindauer (grand module)                                                                                          | | | |                                          |

| \| 5 centimes Lindauer (petit module) \|                                                                                    | \| 5 centimes Lindauer (petit module) \|                                                                                    | \| 5 centimes Lindauer (petit module) \|                                                                                         | \| 5 centimes Lindauer (petit module) \|                                                                                         | \| 5 centimes Lindauer (petit module) \| |
| --- | --- | --- | --- | ---------------------------------------- |
| Avers et revers | | | |                                          |
| Avers : Le trou est entouré de deux branches chêne ainsi que les lettres RF de part et d'autre. Un bonnet phrygien en haut. | Avers : Le trou est entouré de deux branches chêne ainsi que les lettres RF de part et d'autre. Un bonnet phrygien en haut. | Revers : En haut du trou la devise « Liberté Égalité Fraternité ». La valeur « 5 CMES » de part et d'autre. Le millésime en bas. | Revers : En haut du trou la devise « Liberté Égalité Fraternité ». La valeur « 5 CMES » de part et d'autre. Le millésime en bas. |                                          |
| Masse 2 g | Alliage Cupronickel | Diamètre 17 mm | Épaisseur 1,16 mm |                                          |
| Artiste(s) Edmond-Émile Lindauer                                                                                            | Artiste(s) Edmond-Émile Lindauer                                                                                            | Tranche Lisse | Tranche Lisse |                                          |
| Millésimes 1920-1927 et 1930-1937                                                                                           | | | |                                          |
| | | | |                                          |
| Remarques – Démonétisée le 1er janvier 1941                                                                                 | | | |                                          |
| 5 centimes Lindauer (petit module)                                                                                          | | | |                                          |

| \| 5 centimes Lindauer Maillechort \|                                                                                       | \| 5 centimes Lindauer Maillechort \|                                                                                       | \| 5 centimes Lindauer Maillechort \| | \| 5 centimes Lindauer Maillechort \| | \| 5 centimes Lindauer Maillechort \| |
| --- | --- | --- | --- | ------------------------------------- |
| Avers et revers | | | |                                       |
| Avers : Le trou est entouré de deux branches chêne ainsi que les lettres RF de part et d'autre. Un bonnet phrygien en haut. | Avers : Le trou est entouré de deux branches chêne ainsi que les lettres RF de part et d'autre. Un bonnet phrygien en haut. | Revers : En haut du trou la devise « Liberté Égalité Fraternité ». La valeur « 5 CMES » de part et d'autre. Le millésime en bas encadré de deux points. | Revers : En haut du trou la devise « Liberté Égalité Fraternité ». La valeur « 5 CMES » de part et d'autre. Le millésime en bas encadré de deux points. |                                       |
| Masse 1,5 g | Alliage Maillechort | Diamètre 17 mm | Épaisseur 1,1 mm |                                       |
| Artiste(s) Edmond-Émile Lindauer                                                                                            | Artiste(s) Edmond-Émile Lindauer                                                                                            | Tranche Lisse | Tranche Lisse |                                       |
| Millésimes 1938-1939 | | | |                                       |
| | | | |                                       |
| Remarques – Démonétisée le 1er janvier 1941                                                                                 | | | |                                       |
| 5 centimes Lindauer Maillechort                                                                                             | | | |                                       |

#### 10 centimes
| \| 10 centimes Lindauer (Nickel) \|                                                                                         | \| 10 centimes Lindauer (Nickel) \|                                                                                         | \| 10 centimes Lindauer (Nickel) \| | \| 10 centimes Lindauer (Nickel) \| | \| 10 centimes Lindauer (Nickel) \| |
| --- | --- | --- | --- | ----------------------------------- |
| Avers et revers | | | |                                     |
| Avers : Le trou est entouré de deux branches chêne ainsi que les lettres RF de part et d'autre. Un bonnet phrygien en haut. | Avers : Le trou est entouré de deux branches chêne ainsi que les lettres RF de part et d'autre. Un bonnet phrygien en haut. | Revers : En haut du trou la devise « Liberté Égalité Fraternité ». La valeur « 10 CMES » soulignée de part et d'autre. Le millésime en bas. | Revers : En haut du trou la devise « Liberté Égalité Fraternité ». La valeur « 10 CMES » soulignée de part et d'autre. Le millésime en bas. |                                     |
| Masse 4 g | Alliage Nickel | Diamètre 21 mm | Épaisseur |                                     |
| Artiste(s) Edmond-Émile Lindauer                                                                                            | Artiste(s) Edmond-Émile Lindauer                                                                                            | Tranche Lisse | Tranche Lisse |                                     |
| Millésimes 1914 | | | |                                     |
| 10 centimes Lindauer (Nickel)                                                                                               | | | |                                     |

| \| 10 centimes Lindauer (Cupronickel) \|                                                                                    | \| 10 centimes Lindauer (Cupronickel) \|                                                                                    | \| 10 centimes Lindauer (Cupronickel) \|                                                                                          | \| 10 centimes Lindauer (Cupronickel) \|                                                                                          | \| 10 centimes Lindauer (Cupronickel) \| |
| --- | --- | --- | --- | ---------------------------------------- |
| Avers et revers | | | |                                          |
| Avers : Le trou est entouré de deux branches chêne ainsi que les lettres RF de part et d'autre. Un bonnet phrygien en haut. | Avers : Le trou est entouré de deux branches chêne ainsi que les lettres RF de part et d'autre. Un bonnet phrygien en haut. | Revers : En haut du trou la devise « Liberté Égalité Fraternité ». La valeur « 10 CMES » de part et d'autre. Le millésime en bas. | Revers : En haut du trou la devise « Liberté Égalité Fraternité ». La valeur « 10 CMES » de part et d'autre. Le millésime en bas. |                                          |
| Masse 4 g | Alliage Cupronickel | Diamètre 21 mm | Épaisseur 1,68 mm |                                          |
| Artiste(s) Edmond-Émile Lindauer                                                                                            | Artiste(s) Edmond-Émile Lindauer                                                                                            | Tranche Lisse | Tranche Lisse |                                          |
| Millésimes 1917-1938 | | | |                                          |
| | | | |                                          |
| Remarques – Démonétisée le 31 juillet 1947 -                                                                                | | | |                                          |
| 10 centimes Lindauer (Cupronickel)                                                                                          | | | |                                          |

| \| 10 centimes Lindauer (Maillechort) \|                                                                                    | \| 10 centimes Lindauer (Maillechort) \|                                                                                    | \| 10 centimes Lindauer (Maillechort) \|                                                                                          | \| 10 centimes Lindauer (Maillechort) \|                                                                                          | \| 10 centimes Lindauer (Maillechort) \| |
| --- | --- | --- | --- | ---------------------------------------- |
| Avers et revers | | | |                                          |
| Avers : Le trou est entouré de deux branches chêne ainsi que les lettres RF de part et d'autre. Un bonnet phrygien en haut. | Avers : Le trou est entouré de deux branches chêne ainsi que les lettres RF de part et d'autre. Un bonnet phrygien en haut. | Revers : En haut du trou la devise « Liberté Égalité Fraternité ». La valeur « 10 CMES » de part et d'autre. Le millésime en bas. | Revers : En haut du trou la devise « Liberté Égalité Fraternité ». La valeur « 10 CMES » de part et d'autre. Le millésime en bas. |                                          |
| Masse 3 g | Alliage Maillechort | Diamètre 21 mm | Épaisseur 1,40 mm |                                          |
| Artiste(s) Edmond-Émile Lindauer                                                                                            | Artiste(s) Edmond-Émile Lindauer                                                                                            | Tranche Lisse | Tranche Lisse |                                          |
| Millésimes 1938-1939 | | | |                                          |
| | | | |                                          |
| Remarques – Démonétisée le 31 juillet 1947 -                                                                                | | | |                                          |
| 10 centimes Lindauer (Maillechort)                                                                                          | | | |                                          |

| \| 10 centimes (Zinc) \| | \| 10 centimes (Zinc) \| | \| 10 centimes (Zinc) \| | \| 10 centimes (Zinc) \| | \| 10 centimes (Zinc) \| |
| --- | --- | --- | --- | ------------------------ |
| Avers et revers | | | |                          |
| Avers : Le trou est entouré de deux branches chêne ainsi que les lettres RF de part et d'autre. Un bonnet phrygien en haut.                                | Avers : Le trou est entouré de deux branches chêne ainsi que les lettres RF de part et d'autre. Un bonnet phrygien en haut. | Revers : En haut du trou la devise « Liberté Égalité Fraternité ». La valeur « 10 CMES » de part et d'autre. Le millésime en bas. | Revers : En haut du trou la devise « Liberté Égalité Fraternité ». La valeur « 10 CMES » de part et d'autre. Le millésime en bas. |                          |
| Masse 2,5 g | Alliage Zinc | Diamètre 21 mm | Épaisseur 1,35 mm |                          |
| Artiste(s) Edmond-Émile Lindauer | Artiste(s) Edmond-Émile Lindauer                                                                                            | Tranche Striée | Tranche Striée |                          |
| Millésimes 1941 | | | |                          |
| | | | |                          |
| Remarques – Démonétisée le 31 juillet 1947 - Trois variantes : non souligné, centimes soulignés et centimes soulignés avec points avant et après la date - | | | |                          |
| 10 centimes (Zinc) | | | |                          |

| \| 10 centimes (petit module) \|                                                                                            | \| 10 centimes (petit module) \|                                                                                            | \| 10 centimes (petit module) \|                                                                                                  | \| 10 centimes (petit module) \|                                                                                                  | \| 10 centimes (petit module) \| |
| --- | --- | --- | --- | -------------------------------- |
| Avers et revers | | | |                                  |
| Avers : Le trou est entouré de deux branches chêne ainsi que les lettres RF de part et d'autre. Un bonnet phrygien en haut. | Avers : Le trou est entouré de deux branches chêne ainsi que les lettres RF de part et d'autre. Un bonnet phrygien en haut. | Revers : En haut du trou la devise « Liberté Égalité Fraternité ». La valeur « 10 CMES » de part et d'autre. Le millésime en bas. | Revers : En haut du trou la devise « Liberté Égalité Fraternité ». La valeur « 10 CMES » de part et d'autre. Le millésime en bas. |                                  |
| Masse 1,5 g | Alliage Zinc | Diamètre 17 mm | Épaisseur 1,3 mm |                                  |
| Artiste(s) Edmond-Émile Lindauer                                                                                            | Artiste(s) Edmond-Émile Lindauer                                                                                            | Tranche Striée | Tranche Striée |                                  |
| Millésimes 1945-1946 | | | |                                  |
| | | | |                                  |
| Remarques – Trois variantes : non souligné, centimes soulignés et centimes soulignés avec points avant et après la date - . | | | |                                  |
| 10 centimes (petit module)                                                                                                  | | | |                                  |

#### 20 centimes
| \| 20 centimes Lindauer \|                                                                                                  | \| 20 centimes Lindauer \|                                                                                                  | \| 20 centimes Lindauer \| | \| 20 centimes Lindauer \| | \| 20 centimes Lindauer \| |
| --- | --- | --- | --- | -------------------------- |
| Avers et revers | | | |                            |
| Avers : Le trou est entouré de deux branches chêne ainsi que les lettres RF de part et d'autre. Un bonnet phrygien en haut. | Avers : Le trou est entouré de deux branches chêne ainsi que les lettres RF de part et d'autre. Un bonnet phrygien en haut. | Revers : En haut du trou la devise « Liberté Égalité Fraternité ». La valeur « 20 CMES » soulignée de part et d'autre. Le millésime en bas. | Revers : En haut du trou la devise « Liberté Égalité Fraternité ». La valeur « 20 CMES » soulignée de part et d'autre. Le millésime en bas. |                            |
| Masse 3 g | Alliage Zinc | Diamètre 24 mm | Épaisseur |                            |
| Artiste(s) Edmond-Émile Lindauer                                                                                            | Artiste(s) Edmond-Émile Lindauer                                                                                            | Tranche Striée | Tranche Striée |                            |
| Millésimes 1945-1946 | | | |                            |
| | | | |                            |
| Remarques – Démonétisée le 31 juillet 1947 -                                                                                | | | |                            |
| 20 centimes Lindauer | | | |                            |

#### 25 centimes
| \| 25 centimes Lindauer (Nickel) \|                                                                                         | \| 25 centimes Lindauer (Nickel) \|                                                                                         | \| 25 centimes Lindauer (Nickel) \| | \| 25 centimes Lindauer (Nickel) \| | \| 25 centimes Lindauer (Nickel) \| |
| --- | --- | --- | --- | ----------------------------------- |
| Avers et revers | | | |                                     |
| Avers : Le trou est entouré de deux branches chêne ainsi que les lettres RF de part et d'autre. Un bonnet phrygien en haut. | Avers : Le trou est entouré de deux branches chêne ainsi que les lettres RF de part et d'autre. Un bonnet phrygien en haut. | Revers : En haut du trou la devise « Liberté Égalité Fraternité ». La valeur « 25 CMES » soulignée de part et d'autre. Le millésime en bas. | Revers : En haut du trou la devise « Liberté Égalité Fraternité ». La valeur « 25 CMES » soulignée de part et d'autre. Le millésime en bas. |                                     |
| Masse 5 g | Alliage Nickel | Diamètre 24 mm | Épaisseur 1,64 mm |                                     |
| Artiste(s) Edmond-Émile Lindauer                                                                                            | Artiste(s) Edmond-Émile Lindauer                                                                                            | Tranche Lisse | Tranche Lisse |                                     |
| Millésimes 1914-1917 | | | |                                     |
| 25 centimes Lindauer (Nickel)                                                                                               | | | |                                     |

| \| 25 centimes Lindauer (Cupronickel) \|                                                                                    | \| 25 centimes Lindauer (Cupronickel) \|                                                                                    | \| 25 centimes Lindauer (Cupronickel) \|                                                                                          | \| 25 centimes Lindauer (Cupronickel) \|                                                                                          | \| 25 centimes Lindauer (Cupronickel) \| |
| --- | --- | --- | --- | ---------------------------------------- |
| Avers et revers | | | |                                          |
| Avers : Le trou est entouré de deux branches chêne ainsi que les lettres RF de part et d'autre. Un bonnet phrygien en haut. | Avers : Le trou est entouré de deux branches chêne ainsi que les lettres RF de part et d'autre. Un bonnet phrygien en haut. | Revers : En haut du trou la devise « Liberté Égalité Fraternité ». La valeur « 25 CMES » de part et d'autre. Le millésime en bas. | Revers : En haut du trou la devise « Liberté Égalité Fraternité ». La valeur « 25 CMES » de part et d'autre. Le millésime en bas. |                                          |
| Masse 5 g | Alliage Nickel | Diamètre 24 mm | Épaisseur 1,64 mm |                                          |
| Artiste(s) Edmond-Émile Lindauer                                                                                            | Artiste(s) Edmond-Émile Lindauer                                                                                            | Tranche Lisse | Tranche Lisse |                                          |
| Millésimes 1917-1933 et 1936-1937                                                                                           | | | |                                          |
| 25 centimes Lindauer (Cupronickel)                                                                                          | | | |                                          |

| \| 25 centimes Lindauer (Maillechort) \|                                                                                    | \| 25 centimes Lindauer (Maillechort) \|                                                                                    | \| 25 centimes Lindauer (Maillechort) \|                                                                                          | \| 25 centimes Lindauer (Maillechort) \|                                                                                          | \| 25 centimes Lindauer (Maillechort) \| |
| --- | --- | --- | --- | ---------------------------------------- |
| Avers et revers | | | |                                          |
| Avers : Le trou est entouré de deux branches chêne ainsi que les lettres RF de part et d'autre. Un bonnet phrygien en haut. | Avers : Le trou est entouré de deux branches chêne ainsi que les lettres RF de part et d'autre. Un bonnet phrygien en haut. | Revers : En haut du trou la devise « Liberté Égalité Fraternité ». La valeur « 25 CMES » de part et d'autre. Le millésime en bas. | Revers : En haut du trou la devise « Liberté Égalité Fraternité ». La valeur « 25 CMES » de part et d'autre. Le millésime en bas. |                                          |
| Masse 4 g | Alliage Maillechort | Diamètre 24 mm | Épaisseur |                                          |
| Artiste(s) Edmond-Émile Lindauer                                                                                            | Artiste(s) Edmond-Émile Lindauer                                                                                            | Tranche Lisse | Tranche Lisse |                                          |
| Millésimes 1938-1940 | | | |                                          |
| 25 centimes Lindauer (Maillechort)                                                                                          | | | |                                          |

### Morlon

#### Bronze-aluminium
| \| 50 centimes Morlon (Bronze-aluminium) \|                                                      | \| 50 centimes Morlon (Bronze-aluminium) \|                                                      | \| 50 centimes Morlon (Bronze-aluminium) \| | \| 50 centimes Morlon (Bronze-aluminium) \| | \| 50 centimes Morlon (Bronze-aluminium) \| |
| ------------------------------------------------------------------------------------------------ | ------------------------------------------------------------------------------------------------ | --- | --- | ------------------------------------------- |
| Avers et revers                                                                                  |                                                                                                  | | |                                             |
| Avers : Marianne regardant vers la droite. Inscription « République Française » sur le pourtour. | Avers : Marianne regardant vers la droite. Inscription « République Française » sur le pourtour. | Revers : Au milieu la valeur faciale « 50 CENTIMES » et l'année d'émission entre deux différents. En haut la devise « Liberté Égalité Fraternité ». | Revers : Au milieu la valeur faciale « 50 CENTIMES » et l'année d'émission entre deux différents. En haut la devise « Liberté Égalité Fraternité ». |                                             |
| Masse 2 g                                                                                        | Alliage Bronze d'aluminium                                                                       | Diamètre 18 mm | Épaisseur 1,35 mm |                                             |
| Artiste(s) Pierre-Alexandre Morlon                                                               | Artiste(s) Pierre-Alexandre Morlon                                                               | Tranche Lisse | Tranche Lisse |                                             |
| Millésimes 1931-1933, 1936-1941 et 1947                                                          |                                                                                                  | | |                                             |
| 50 centimes Morlon (Bronze-aluminium)                                                            |                                                                                                  | | |                                             |

| \| 1 franc Morlon (Bronze-aluminium) \|                                                          | \| 1 franc Morlon (Bronze-aluminium) \|                                                          | \| 1 franc Morlon (Bronze-aluminium) \| | \| 1 franc Morlon (Bronze-aluminium) \| | \| 1 franc Morlon (Bronze-aluminium) \| |
| ------------------------------------------------------------------------------------------------ | ------------------------------------------------------------------------------------------------ | --- | --- | --------------------------------------- |
| Avers et revers                                                                                  |                                                                                                  | | |                                         |
| Avers : Marianne regardant vers la droite. Inscription « République Française » sur le pourtour. | Avers : Marianne regardant vers la droite. Inscription « République Française » sur le pourtour. | Revers : Au milieu la valeur faciale « 1 FRANC » et l'année d'émission entre deux différents. En haut la devise « Liberté Égalité Fraternité ». | Revers : Au milieu la valeur faciale « 1 FRANC » et l'année d'émission entre deux différents. En haut la devise « Liberté Égalité Fraternité ». |                                         |
| Masse 4 g                                                                                        | Alliage Bronze d'aluminium                                                                       | Diamètre 23 mm | Épaisseur 1,57 mm |                                         |
| Artiste(s) Pierre-Alexandre Morlon                                                               | Artiste(s) Pierre-Alexandre Morlon                                                               | Tranche Lisse | Tranche Lisse |                                         |
| Millésimes 1931-1941                                                                             |                                                                                                  | | |                                         |
| 1 franc Morlon (Bronze-aluminium)                                                                |                                                                                                  | | |                                         |

| \| 2 francs Morlon (Bronze-aluminium) \| | \| 2 francs Morlon (Bronze-aluminium) \|                                                         | \| 2 francs Morlon (Bronze-aluminium) \| | \| 2 francs Morlon (Bronze-aluminium) \| | \| 2 francs Morlon (Bronze-aluminium) \| |
| --- | ------------------------------------------------------------------------------------------------ | --- | --- | ---------------------------------------- |
| Avers et revers |                                                                                                  | | |                                          |
| Avers : Marianne regardant vers la droite. Inscription « République Française » sur le pourtour.                                                       | Avers : Marianne regardant vers la droite. Inscription « République Française » sur le pourtour. | Revers : Au milieu la valeur faciale « 2 FRANCS » et l'année d'émission entre deux différents. En haut la devise « Liberté Égalité Fraternité ». | Revers : Au milieu la valeur faciale « 2 FRANCS » et l'année d'émission entre deux différents. En haut la devise « Liberté Égalité Fraternité ». |                                          |
| Masse 8 g | Alliage Bronze d'aluminium                                                                       | Diamètre 27 mm | Épaisseur 2,12 mm |                                          |
| Artiste(s) Pierre-Alexandre Morlon | Artiste(s) Pierre-Alexandre Morlon                                                               | Tranche Lisse | Tranche Lisse |                                          |
| Millésimes 1931-1941 |                                                                                                  | | |                                          |
| |                                                                                                  | | |                                          |
| Remarques – La composition chimique massique des trois pièces de 50 centimes, 1 et 2 francs Morlon en bronze-aluminium apparaît voisine de Cu58Al37Sn5 |                                                                                                  | | |                                          |
| 2 francs Morlon (Bronze-aluminium) |                                                                                                  | | |                                          |

#### Aluminium
| \| 50 centimes Morlon (Aluminium) \|                                                             | \| 50 centimes Morlon (Aluminium) \|                                                             | \| 50 centimes Morlon (Aluminium) \| | \| 50 centimes Morlon (Aluminium) \| | \| 50 centimes Morlon (Aluminium) \| |
| ------------------------------------------------------------------------------------------------ | ------------------------------------------------------------------------------------------------ | --- | --- | ------------------------------------ |
| Avers & Revers                                                                                   |                                                                                                  | | |                                      |
| Avers : Marianne regardant vers la droite. Inscription « République Française » sur le pourtour. | Avers : Marianne regardant vers la droite. Inscription « République Française » sur le pourtour. | Revers : Au milieu la valeur faciale « 50 CENTIMES » et l'année d'émission entre deux différents. En haut la devise « Liberté Égalité Fraternité ». | Revers : Au milieu la valeur faciale « 50 CENTIMES » et l'année d'émission entre deux différents. En haut la devise « Liberté Égalité Fraternité ». |                                      |
| Masse 0,7 g                                                                                      | Alliage Aluminium                                                                                | Diamètre 18 mm | Épaisseur |                                      |
| Artiste(s) Pierre-Alexandre Morlon                                                               | Artiste(s) Pierre-Alexandre Morlon                                                               | Tranche | Tranche |                                      |
| Millésimes 1941 et 1944-1947                                                                     |                                                                                                  | | |                                      |
| 50 centimes Morlon (Aluminium)                                                                   |                                                                                                  | | |                                      |

| \| 1 franc Morlon (Aluminium) \|                                                                 | \| 1 franc Morlon (Aluminium) \|                                                                 | \| 1 franc Morlon (Aluminium) \| | \| 1 franc Morlon (Aluminium) \| | \| 1 franc Morlon (Aluminium) \| |
| ------------------------------------------------------------------------------------------------ | ------------------------------------------------------------------------------------------------ | --- | --- | -------------------------------- |
| Avers & Revers                                                                                   |                                                                                                  | | |                                  |
| Avers : Marianne regardant vers la droite. Inscription « République Française » sur le pourtour. | Avers : Marianne regardant vers la droite. Inscription « République Française » sur le pourtour. | Revers : Au milieu la valeur faciale « 1 FRANC » et l'année d'émission entre deux différents. En haut la devise « Liberté Égalité Fraternité ». | Revers : Au milieu la valeur faciale « 1 FRANC » et l'année d'émission entre deux différents. En haut la devise « Liberté Égalité Fraternité ». |                                  |
| Masse 1,3 g                                                                                      | Alliage Aluminium                                                                                | Diamètre 23 mm | Épaisseur |                                  |
| Artiste(s) Pierre-Alexandre Morlon                                                               | Artiste(s) Pierre-Alexandre Morlon                                                               | Tranche | Tranche |                                  |
| Millésimes 1941, 1944-1950 et 1957-1959                                                          |                                                                                                  | | |                                  |
| 1 franc Morlon (Aluminium)                                                                       |                                                                                                  | | |                                  |

| \| 2 francs Morlon (Aluminium) \|                                                                | \| 2 francs Morlon (Aluminium) \|                                                                | \| 2 francs Morlon (Aluminium) \| | \| 2 francs Morlon (Aluminium) \| | \| 2 francs Morlon (Aluminium) \| |
| ------------------------------------------------------------------------------------------------ | ------------------------------------------------------------------------------------------------ | --- | --- | --------------------------------- |
| Avers & Revers                                                                                   |                                                                                                  | | |                                   |
| Avers : Marianne regardant vers la droite. Inscription « République Française » sur le pourtour. | Avers : Marianne regardant vers la droite. Inscription « République Française » sur le pourtour. | Revers : Au milieu la valeur faciale « 2 FRANCS » et l'année d'émission entre deux différents. En haut la devise « Liberté Égalité Fraternité ». | Revers : Au milieu la valeur faciale « 2 FRANCS » et l'année d'émission entre deux différents. En haut la devise « Liberté Égalité Fraternité ». |                                   |
| Masse 2,2 g                                                                                      | Alliage Aluminium                                                                                | Diamètre 27 mm | Épaisseur |                                   |
| Artiste(s) Pierre-Alexandre Morlon                                                               | Artiste(s) Pierre-Alexandre Morlon                                                               | Tranche | Tranche |                                   |
| Millésimes 1941, 1944-1950 et 1958-1959                                                          |                                                                                                  | | |                                   |
| 2 francs Morlon (Aluminium)                                                                      |                                                                                                  | | |                                   |

### Patey
| \| 25 centimes Patey (1903) \|                                                                 | \| 25 centimes Patey (1903) \|                                                                 | \| 25 centimes Patey (1903) \|                                                                      | \| 25 centimes Patey (1903) \|                                                                      | \| 25 centimes Patey (1903) \| |
| ---------------------------------------------------------------------------------------------- | ---------------------------------------------------------------------------------------------- | --------------------------------------------------------------------------------------------------- | --------------------------------------------------------------------------------------------------- | ------------------------------ |
| Avers et revers                                                                                |                                                                                                | | |                                |
| Avers : Marianne regardant vers la gauche, avec la légende république française sur les bords. | Avers : Marianne regardant vers la gauche, avec la légende république française sur les bords. | Revers : Valeur « 25 CENTIMES » encadrée. La devise « Liberté Égalité Fraternité » sur le pourtour. | Revers : Valeur « 25 CENTIMES » encadrée. La devise « Liberté Égalité Fraternité » sur le pourtour. |                                |
| Masse 7 g                                                                                      | Alliage Nickel                                                                                 | Diamètre 24 mm                                                                                      | Épaisseur                                                                                           |                                |
| Artiste(s) Henri-Auguste-Jules Patey                                                           | Artiste(s) Henri-Auguste-Jules Patey                                                           | Tranche Lisse                                                                                       | Tranche Lisse                                                                                       |                                |
| Millésimes 1903                                                                                |                                                                                                | | |                                |
| 25 centimes Patey (1903)                                                                       |                                                                                                | | |                                |

| \| 25 centimes Patey (1904-1905) \|                                                            | \| 25 centimes Patey (1904-1905) \|                                                            | \| 25 centimes Patey (1904-1905) \|                                       | \| 25 centimes Patey (1904-1905) \|                                       | \| 25 centimes Patey (1904-1905) \| |
| ---------------------------------------------------------------------------------------------- | ---------------------------------------------------------------------------------------------- | ------------------------------------------------------------------------- | ------------------------------------------------------------------------- | ----------------------------------- |
| Avers et revers                                                                                |                                                                                                |                                                                           |                                                                           |                                     |
| Avers : Marianne regardant vers la gauche, avec la légende république française sur les bords. | Avers : Marianne regardant vers la gauche, avec la légende république française sur les bords. | Revers : Valeur « 25 CENTIMES » avec un faisceau et une branche de chêne. | Revers : Valeur « 25 CENTIMES » avec un faisceau et une branche de chêne. |                                     |
| Masse 7 g                                                                                      | Alliage Nickel                                                                                 | Diamètre 24 mm                                                            | Épaisseur                                                                 |                                     |
| Artiste(s) Henri-Auguste-Jules Patey                                                           | Artiste(s) Henri-Auguste-Jules Patey                                                           | Tranche Lisse                                                             | Tranche Lisse                                                             |                                     |
| Millésimes 1904-1905                                                                           |                                                                                                |                                                                           |                                                                           |                                     |
|                                                                                                |                                                                                                |                                                                           |                                                                           |                                     |
| Remarques – Avers identique au premier type de 1903.                                           |                                                                                                |                                                                           |                                                                           |                                     |
| 25 centimes Patey (1904-1905)                                                                  |                                                                                                |                                                                           |                                                                           |                                     |

### Philadelphie
| \| 2 francs Philadelphie \| | \| 2 francs Philadelphie \|                                    | \| 2 francs Philadelphie \|                                                                                                  | \| 2 francs Philadelphie \|                                                                                                  | \| 2 francs Philadelphie \| |
| --- | -------------------------------------------------------------- | --- | --- | --------------------------- |
| Avers et revers |                                                                | | |                             |
| Avers : Au centre, la mention « FRANCE » entourée de lauriers. | Avers : Au centre, la mention « FRANCE » entourée de lauriers. | Revers : Au milieu, la valeur faciale 2 FR. En bas, le millésime. Sur le pourtour, la devise « Liberté Égalité Fraternité ». | Revers : Au milieu, la valeur faciale 2 FR. En bas, le millésime. Sur le pourtour, la devise « Liberté Égalité Fraternité ». |                             |
| Masse 8,15 g | Alliage Bronze-Aluminium                                       | Diamètre 27 mm | Épaisseur |                             |
| Artiste(s) United States Mint de Philadelphie | Artiste(s) United States Mint de Philadelphie                  | Tranche Lisse | Tranche Lisse |                             |
| Millésimes 1944 |                                                                | | |                             |
| |                                                                | | |                             |
| Remarques – Cette pièce frappée à 50 000 000 exemplaires provient de l'atelier monétaire de Philadelphie aux États-Unis. Elle a circulé en Algérie puis a été introduite en métropole lors du débarquement de Provence. |                                                                | | |                             |
| 2 francs Philadelphie |                                                                | | |                             |

### Semeuse
| \| 50 centimes Semeuse \|                                                                                   | \| 50 centimes Semeuse \|                                                                                   | \| 50 centimes Semeuse \|                                                                  | \| 50 centimes Semeuse \|                                                                  | \| 50 centimes Semeuse \| |
| --- | --- | ------------------------------------------------------------------------------------------ | ------------------------------------------------------------------------------------------ | ------------------------- |
| Avers et revers                                                                                             | |                                                                                            |                                                                                            |                           |
| Avers : Femme portant un bonnet phrygien qui semant à contre-vent avec le soleil se levant en arrière-plan. | Avers : Femme portant un bonnet phrygien qui semant à contre-vent avec le soleil se levant en arrière-plan. | Revers : La valeur « 50 CENTIMES » au-dessus d'une branche d'olivier. Le millésime en bas. | Revers : La valeur « 50 CENTIMES » au-dessus d'une branche d'olivier. Le millésime en bas. |                           |
| Masse 2,5 g                                                                                                 | Alliage Argent 835 ‰                                                                                        | Diamètre 18 mm                                                                             | Épaisseur 1,1 mm                                                                           |                           |
| Artiste(s) Oscar Roty                                                                                       | Artiste(s) Oscar Roty                                                                                       | Tranche Strié                                                                              | Tranche Strié                                                                              |                           |
| Millésimes 1897-1920                                                                                        | |                                                                                            |                                                                                            |                           |
| 50 centimes Semeuse                                                                                         | |                                                                                            |                                                                                            |                           |

| \| 1 Franc Semeuse \|                                                                                       | \| 1 Franc Semeuse \|                                                                                       | \| 1 Franc Semeuse \|                                                                  | \| 1 Franc Semeuse \|                                                                  | \| 1 Franc Semeuse \| |
| --- | --- | -------------------------------------------------------------------------------------- | -------------------------------------------------------------------------------------- | --------------------- |
| Avers et revers                                                                                             | |                                                                                        |                                                                                        |                       |
| Avers : Femme portant un bonnet phrygien qui semant à contre-vent avec le soleil se levant en arrière plan. | Avers : Femme portant un bonnet phrygien qui semant à contre-vent avec le soleil se levant en arrière plan. | Revers : La valeur « 1 FRANC » au-dessus d'une branche d'olivier. Le millésime en bas. | Revers : La valeur « 1 FRANC » au-dessus d'une branche d'olivier. Le millésime en bas. |                       |
| Masse 5 g                                                                                                   | Alliage Argent 835 ‰                                                                                        | Diamètre 23 mm                                                                         | Épaisseur 1,4 mm                                                                       |                       |
| Artiste(s) Oscar Roty                                                                                       | Artiste(s) Oscar Roty                                                                                       | Tranche Strié                                                                          | Tranche Strié                                                                          |                       |
| Millésimes 1898-1920                                                                                        | |                                                                                        |                                                                                        |                       |
| 1 Franc Semeuse                                                                                             | |                                                                                        |                                                                                        |                       |

| \| 2 francs Semeuse \|                                                                                      | \| 2 francs Semeuse \|                                                                                      | \| 2 francs Semeuse \|                                                                  | \| 2 francs Semeuse \|                                                                  | \| 2 francs Semeuse \| |
| --- | --- | --------------------------------------------------------------------------------------- | --------------------------------------------------------------------------------------- | ---------------------- |
| Avers et revers                                                                                             | |                                                                                         |                                                                                         |                        |
| Avers : Femme portant un bonnet phrygien qui semant à contre-vent avec le soleil se levant en arrière plan. | Avers : Femme portant un bonnet phrygien qui semant à contre-vent avec le soleil se levant en arrière plan. | Revers : La valeur « 2 FRANCS » au-dessus d'une branche d'olivier. Le millésime en bas. | Revers : La valeur « 2 FRANCS » au-dessus d'une branche d'olivier. Le millésime en bas. |                        |
| Masse 10 g                                                                                                  | Alliage Argent 835 ‰                                                                                        | Diamètre 27 mm                                                                          | Épaisseur 2 mm                                                                          |                        |
| Artiste(s) Oscar Roty                                                                                       | Artiste(s) Oscar Roty                                                                                       | Tranche Strié                                                                           | Tranche Strié                                                                           |                        |
| Millésimes 1898-1920                                                                                        | |                                                                                         |                                                                                         |                        |
| 2 francs Semeuse                                                                                            | |                                                                                         |                                                                                         |                        |

### Turin
| \| 10 francs Turin (Argent) \|                                                                   | \| 10 francs Turin (Argent) \|                                                                   | \| 10 francs Turin (Argent) \| | \| 10 francs Turin (Argent) \| | \| 10 francs Turin (Argent) \| |
| ------------------------------------------------------------------------------------------------ | ------------------------------------------------------------------------------------------------ | --- | --- | ------------------------------ |
| Avers et revers                                                                                  |                                                                                                  | | |                                |
| Avers : Marianne regardant vers la droite. Inscription « République Française » sur le pourtour. | Avers : Marianne regardant vers la droite. Inscription « République Française » sur le pourtour. | Revers : Deux épis de blé encadrant de haut en bas : la valeur faciale, l'année d'émission entre deux différents, la devise « Liberté Égalité Fraternité ». | Revers : Deux épis de blé encadrant de haut en bas : la valeur faciale, l'année d'émission entre deux différents, la devise « Liberté Égalité Fraternité ». |                                |
| Masse 10 g                                                                                       | Alliage Argent 680 ‰                                                                             | Diamètre 28 mm | Épaisseur |                                |
| Artiste(s) Pierre Turin                                                                          | Artiste(s) Pierre Turin                                                                          | Tranche | Tranche |                                |
| Millésimes 1929-1934 et 1936-1939                                                                |                                                                                                  | | |                                |
| 10 francs Turin (Argent)                                                                         |                                                                                                  | | |                                |

| \| 10 francs Turin (Cupronickel) \|                                                                      | \| 10 francs Turin (Cupronickel) \|                                                              | \| 10 francs Turin (Cupronickel) \| | \| 10 francs Turin (Cupronickel) \| | \| 10 francs Turin (Cupronickel) \| |
| --- | ------------------------------------------------------------------------------------------------ | --- | --- | ----------------------------------- |
| Avers et revers                                                                                          |                                                                                                  | | |                                     |
| Avers : Marianne regardant vers la droite. Inscription « République Française » sur le pourtour.         | Avers : Marianne regardant vers la droite. Inscription « République Française » sur le pourtour. | Revers : Deux épis de blé encadrant de haut en bas : la valeur faciale, l'année d'émission entre deux différents, la devise « Liberté Égalité Fraternité ». | Revers : Deux épis de blé encadrant de haut en bas : la valeur faciale, l'année d'émission entre deux différents, la devise « Liberté Égalité Fraternité ». |                                     |
| Masse 7 g                                                                                                | Alliage Cupronickel                                                                              | Diamètre 26 mm | Épaisseur |                                     |
| Artiste(s) Pierre Turin                                                                                  | Artiste(s) Pierre Turin                                                                          | Tranche | Tranche |                                     |
| Millésimes 1945-1949                                                                                     |                                                                                                  | | |                                     |
| |                                                                                                  | | |                                     |
| Remarques – Plusieurs variétés : « grosse tête » avec rameaux « longs » ou « courts » et « petite tête » |                                                                                                  | | |                                     |
| 10 francs Turin (Cupronickel)                                                                            |                                                                                                  | | |                                     |

| \| 20 francs Turin \|                                                                            | \| 20 francs Turin \|                                                                            | \| 20 francs Turin \| | \| 20 francs Turin \| | \| 20 francs Turin \| |
| ------------------------------------------------------------------------------------------------ | ------------------------------------------------------------------------------------------------ | --- | --- | --------------------- |
| Avers et revers                                                                                  |                                                                                                  | | |                       |
| Avers : Marianne regardant vers la droite. Inscription « République Française » sur le pourtour. | Avers : Marianne regardant vers la droite. Inscription « République Française » sur le pourtour. | Revers : Deux épis de blé encadrant de haut en bas : la valeur faciale, l'année d'émission entre deux différents, la devise « Liberté Égalité Fraternité ». | Revers : Deux épis de blé encadrant de haut en bas : la valeur faciale, l'année d'émission entre deux différents, la devise « Liberté Égalité Fraternité ». |                       |
| Masse 20 g                                                                                       | Alliage Argent 680 ‰                                                                             | Diamètre 35 mm | Épaisseur |                       |
| Artiste(s) Pierre Turin                                                                          | Artiste(s) Pierre Turin                                                                          | Tranche | Tranche |                       |
| Millésimes 1929, 1932-1934 et 1936-1939                                                          |                                                                                                  | | |                       |
| 20 francs Turin                                                                                  |                                                                                                  | | |                       |

## Monnaies en or

### Bazor
| \| 100 francs Bazor \|                                                                                             | \| 100 francs Bazor \|                                                                                             | \| 100 francs Bazor \| | \| 100 francs Bazor \| | \| 100 francs Bazor \| |
| --- | --- | --- | --- | ---------------------- |
| | | | |                        |
| Avers : Tête de la Liberté coiffée d'un bonnet phrygien ailé. La mention « République française » sur le pourtour. | Avers : Tête de la Liberté coiffée d'un bonnet phrygien ailé. La mention « République française » sur le pourtour. | Revers : En haut : la valeur « 100 Francs » avec le millésime en dessous. Au centre : une branche d'olivier, un épi et une branche de chêne plantés sur un globe. Le millésime en bas. | Revers : En haut : la valeur « 100 Francs » avec le millésime en dessous. Au centre : une branche d'olivier, un épi et une branche de chêne plantés sur un globe. Le millésime en bas. |                        |
| Masse 6,55 g | Alliage 5,90 g d'or pur                                                                                            | Diamètre 21 mm | Épaisseur |                        |
| Artiste(s) Lucien Georges Bazor                                                                                    | Artiste(s) Lucien Georges Bazor                                                                                    | Tranche | Tranche |                        |
| Millésimes 1929 et 1932-1936                                                                                       | | | |                        |
| 100 francs Bazor                                                                                                   | | | |                        |

### Cérès
| \| 5 francs Cérès \| | \| 5 francs Cérès \| | \| 5 francs Cérès \|                                                                                  | \| 5 francs Cérès \|                                                                                  | \| 5 francs Cérès \| |
| --- | --- | --- | --- | -------------------- |
| | | | |                      |
| Avers : Tête de Cérès regardant vers la droite. Une étoile en haut avec la mention « République française » de part et d'autre. | Avers : Tête de Cérès regardant vers la droite. Une étoile en haut avec la mention « République française » de part et d'autre. | Revers : Au centre, la valeur « 5 Francs » avec le millésime en dessous. Le tout entouré de lauriers. | Revers : Au centre, la valeur « 5 Francs » avec le millésime en dessous. Le tout entouré de lauriers. |                      |
| Masse 1,612 g | Alliage 1,45 g d'or pur | Diamètre 16,7 mm                                                                                      | Épaisseur                                                                                             |                      |
| Artiste(s) Louis Merley | Artiste(s) Louis Merley | Tranche                                                                                               | Tranche                                                                                               |                      |
| Millésimes 1878 et 1889 | | | |                      |
| 5 francs Cérès | | | |                      |

| \| 10 francs Cérès \| | \| 10 francs Cérès \| | \| 10 francs Cérès \|                                                                                  | \| 10 francs Cérès \|                                                                                  | \| 10 francs Cérès \| |
| --- | --- | --- | --- | --------------------- |
| | | | |                       |
| Avers : Tête de Cérès regardant vers la droite. Une étoile en haut avec la mention « République française » de part et d'autre. | Avers : Tête de Cérès regardant vers la droite. Une étoile en haut avec la mention « République française » de part et d'autre. | Revers : Au centre, la valeur « 10 Francs » avec le millésime en dessous. Le tout entouré de lauriers. | Revers : Au centre, la valeur « 10 Francs » avec le millésime en dessous. Le tout entouré de lauriers. |                       |
| Masse 3,22 g | Alliage 2,90 g d'or pur | Diamètre 19 mm                                                                                         | Épaisseur                                                                                              |                       |
| Artiste(s) Louis Merley | Artiste(s) Louis Merley | Tranche                                                                                                | Tranche                                                                                                |                       |
| Millésimes 1878,1889 1895-1896 et 1899                                                                                          | | | |                       |
| 10 francs Cérès | | | |                       |

### Coq
| \| 10 francs Coq (10 francs Marianne) \|                                                                               | \| 10 francs Coq (10 francs Marianne) \|                                                                               | \| 10 francs Coq (10 francs Marianne) \| | \| 10 francs Coq (10 francs Marianne) \| | \| 10 francs Coq (10 francs Marianne) \| |
| --- | --- | ---------------------------------------- | ---------------------------------------- | ---------------------------------------- |
| Avers et revers | |                                          |                                          |                                          |
| Avers : Profil de Marianne regardant vers la droite, elle est coiffée d'un bonnet phrygien et d'une couronne végétale. | Avers : Profil de Marianne regardant vers la droite, elle est coiffée d'un bonnet phrygien et d'une couronne végétale. | Revers : Coq regardant vers la gauche    | Revers : Coq regardant vers la gauche    |                                          |
| Masse 3,22 g | Alliage 2,90 g d'or pur                                                                                                | Diamètre 19 mm                           | Épaisseur                                |                                          |
| Artiste(s) Jules-Clément Chaplain                                                                                      | Artiste(s) Jules-Clément Chaplain                                                                                      | Tranche                                  | Tranche                                  |                                          |
| Millésimes 1899-1901, 1905-1912 et 1914                                                                                | |                                          |                                          |                                          |
| 10 francs Coq (10 francs Marianne)                                                                                     | |                                          |                                          |                                          |

| \| 20 francs Coq (20 francs Marianne) \|                                                                               | \| 20 francs Coq (20 francs Marianne) \|                                                                               | \| 20 francs Coq (20 francs Marianne) \|                                                               | \| 20 francs Coq (20 francs Marianne) \|                                                               | \| 20 francs Coq (20 francs Marianne) \| |
| --- | --- | --- | --- | ---------------------------------------- |
| Avers et revers | | | |                                          |
| Avers : Profil de Marianne regardant vers la droite, elle est coiffée d'un bonnet phrygien et d'une couronne végétale. | Avers : Profil de Marianne regardant vers la droite, elle est coiffée d'un bonnet phrygien et d'une couronne végétale. | Revers : Coq regardant vers la gauche                                                                  | Revers : Coq regardant vers la gauche                                                                  |                                          |
| Masse 6,45 g | Alliage 5,80 g d'or pur                                                                                                | Diamètre 21 mm                                                                                         | Épaisseur                                                                                              |                                          |
| Artiste(s) Jules-Clément Chaplain                                                                                      | Artiste(s) Jules-Clément Chaplain                                                                                      | Tranche *++* DIEU *+ PROTEGE+* LA FRANCE (1898-1906) puis *++*LIBERTÉ+*ÉGALITÉ+*FRATERNITÉ (1907-1914) | Tranche *++* DIEU *+ PROTEGE+* LA FRANCE (1898-1906) puis *++*LIBERTÉ+*ÉGALITÉ+*FRATERNITÉ (1907-1914) |                                          |
| Millésimes 1898-1914                                                                                                   | | | |                                          |
| 20 francs Coq (20 francs Marianne)                                                                                     | | | |                                          |

### Génie debout
| \| 20 francs Génie debout \| | \| 20 francs Génie debout \| | \| 20 francs Génie debout \| | \| 20 francs Génie debout \| | \| 20 francs Génie debout \| |
| --- | --- | --- | --- | ---------------------------- |
| | | | |                              |
| Avers : Génie de la République debout regardant vers la droite et gravant une tablette. Une main de justice à sa gauche et un coq gaulois à sa droite. | Avers : Génie de la République debout regardant vers la droite et gravant une tablette. Une main de justice à sa gauche et un coq gaulois à sa droite. | Revers : Au centre, la valeur « 20 Francs » et le millésime encadré par une couronne de chêne. Sur le pourtour, la devise « Liberté Égalité Fraternité ». | Revers : Au centre, la valeur « 20 Francs » et le millésime encadré par une couronne de chêne. Sur le pourtour, la devise « Liberté Égalité Fraternité ». |                              |
| Masse 6,45 g | Alliage 5,80 g d'or pur | Diamètre 21 mm | Épaisseur |                              |
| Artiste(s) Augustin Dupré (avers) et Henri-Auguste Patey (revers)                                                                                      | Artiste(s) Augustin Dupré (avers) et Henri-Auguste Patey (revers)                                                                                      | Tranche Inscription « Dieu protège la France ». | Tranche Inscription « Dieu protège la France ». |                              |
| Millésimes 1871, 1874-1879 et 1886-1898 | | | |                              |
| 20 francs Génie debout | | | |                              |

| \| 50 francs Génie debout \| | \| 50 francs Génie debout \| | \| 50 francs Génie debout \| | \| 50 francs Génie debout \| | \| 50 francs Génie debout \| |
| --- | --- | --- | --- | ---------------------------- |
| | | | |                              |
| Avers : Génie de la République debout regardant vers la droite et gravant une tablette. Une main de justice à sa gauche et un coq gaulois à sa droite. | Avers : Génie de la République debout regardant vers la droite et gravant une tablette. Une main de justice à sa gauche et un coq gaulois à sa droite. | Revers : Au centre, la valeur « 50 Francs » et le millésime encadré par une couronne de chêne. Sur le pourtour, la devise « Liberté Égalité Fraternité ». | Revers : Au centre, la valeur « 50 Francs » et le millésime encadré par une couronne de chêne. Sur le pourtour, la devise « Liberté Égalité Fraternité ». |                              |
| Masse 16,12 g | Alliage 14,5 g d'or pur | Diamètre 28 mm | Épaisseur |                              |
| Artiste(s) Augustin Dupré | Artiste(s) Augustin Dupré | Tranche Inscription « Dieu protège la France ». | Tranche Inscription « Dieu protège la France ». |                              |
| Millésimes 1878, 1889, 1896, 1900 et 1904 | | | |                              |
| 50 francs Génie debout | | | |                              |

| \| 100 francs Génie debout \| | \| 100 francs Génie debout \| | \| 100 francs Génie debout \| | \| 100 francs Génie debout \| | \| 100 francs Génie debout \| |
| --- | --- | --- | --- | ----------------------------- |
| Revers et avers | | | |                               |
| Avers : Génie de la République debout regardant vers la droite et gravant une tablette. Une main de justice à sa gauche et un coq gaulois à sa droite. | Avers : Génie de la République debout regardant vers la droite et gravant une tablette. Une main de justice à sa gauche et un coq gaulois à sa droite. | Revers : Au centre, la valeur « 100 Francs » et le millésime encadré par une couronne de chêne. Sur le pourtour, la devise « Liberté Égalité Fraternité ». | Revers : Au centre, la valeur « 100 Francs » et le millésime encadré par une couronne de chêne. Sur le pourtour, la devise « Liberté Égalité Fraternité ». |                               |
| Masse 32,25 g | Alliage 29 g d'or pur | Diamètre 35 mm | Épaisseur |                               |
| Artiste(s) Augustin Dupré | Artiste(s) Augustin Dupré | Tranche Inscription « Dieu protège la France » (1878-1906) et « Liberté Égalité Fraternité » (1907-1914)                                                   | Tranche Inscription « Dieu protège la France » (1878-1906) et « Liberté Égalité Fraternité » (1907-1914)                                                   |                               |
| Millésimes 1878-1879, 1881-1882, 1885-1887, 1889, 1894, 1896, 1899-1913                                                                                | | | |                               |
| 100 francs Génie debout | | | |                               |

## Billets
- 5 francs Zodiaque (1871)
- 5 francs violet (1917)
- 10 francs Minerve (1916)
- 20 francs bleu (1871)
- 20 francs bleu-bistre (1874)
- 20 francs Bayard (1916)

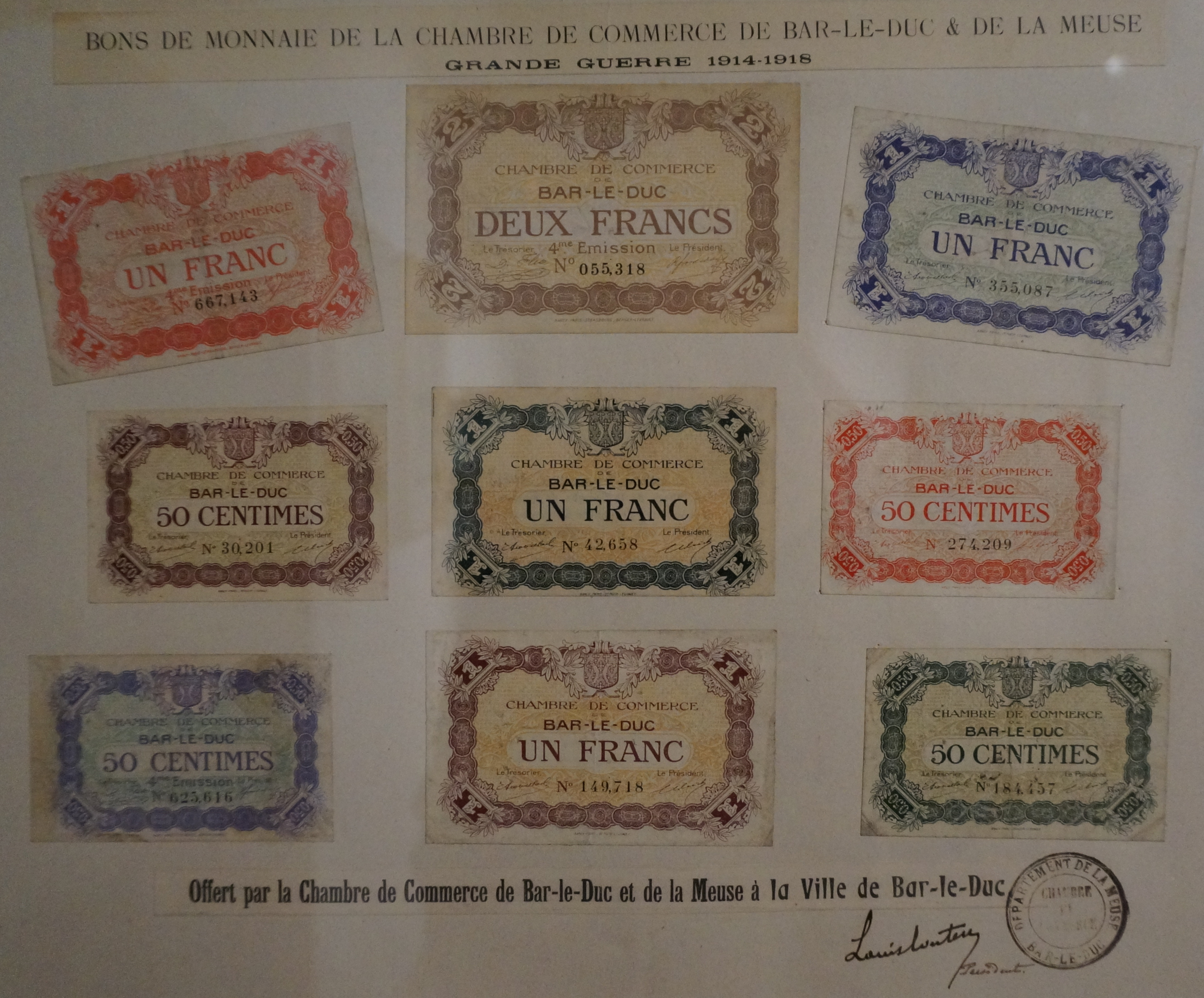
Billets de nécessité de la Grande guerre.

- 20 francs Travail et Science (1939)
- 25 francs bleu (1870)
- 50 francs bleu (1884)
- 50 francs bleu et rose (1889)
- 50 francs Luc Olivier Merson (1927)
- 50 francs Cérès (1934)
- 100 francs bleu (1882)
- 100 francs bleu et rose (1888)
- 100 francs Luc Olivier Merson (1908)
- 100 francs Sully (1939)
- 300 francs Clément Serveau (1938)
- 500 francs bleu et rose (1888)
- 500 francs Victor Hugo (1954)
- 1 000 francs bleu et rose (1889)
- 1 000 francs Cérès et Mercure (1927)
- 1 000 francs Commerce et Industrie (1940)
- 1 000 francs Richelieu (1953)
- 5 000 francs Flameng (1918)
- 5 000 francs Victoire (1934)
- 5 000 francs Henri IV (1957)
- 10 000 francs Bonaparte (1955)